# Firavitoba
Firavitoba – miasto w Kolumbii, w departamencie Boyacá.